# 重松宗育
重松 宗育（しげまつ そういく、1943年 - ）は、臨済宗妙心寺派の僧侶、英米文学研究者、翻訳家、著述家。
英訳を通して欧米への禅の紹介に努める。
長く静岡大学でアメリカ文学を教え、1985年から1986年にかけフルブライト研究員として、サンディエゴ州立大学、カリフォルニア大学デーヴィス校を拠点に、アメリカ各地で講演を行う。
1987年、アメリカン・ポエトリー・リビュー賞（ワシントンDC）を受賞した。

## 略歴
静岡県清水市（現静岡市）生まれ。東京外国語大学（英米語科）卒業、京都大学大学院修士課程を修了。静岡女子大学（現静岡県立大学）講師、静岡大学人文学部講師、助教授を経て、教授。2001年、関西医科大学教授として医学英語、こころのセミナーなどを担当し、2006年退職。
現在、静岡市清水区にある臨済宗妙心寺派承元寺住職をつとめる。

## 日本語著書
- 『星の王子さま、禅を語る』（筑摩書房、こころの本） 1988、のち改訳（ちくま文庫） 2013
- 『モモも禅を語る』（筑摩書房、こころの本） 1991
- 『禅の贈りもの』（法蔵館） 1991
- 『アリス、禅を語る』（筑摩書房、こころの本） 1995
- 『野性の実践』（ゲーリー・スナイダー、原成吉共訳、東京書籍） 1995、のち改訳（山と渓谷社） 2000、のち思潮社 スナイダー・コレクション2 2001
- 『大拙 禅を語る』（アートデイズ）2006 - 1950年代に3度行った英語講演CDの訳・解説
- 『夢窓疎石』（共編、春秋社）2012 - 論考を寄稿
- 『鈴木大拙 コロンビア大学セミナー講義』上・下（常盤義伸共編訳、方丈堂出版） 2017

## 英文著書
- 1981  A Zen Forest: Sayings of the Masters (New York: Weatherhill, 1981)  Foreword by Gary Snyder
- 1988  A Zen Harvest: Japanese Folk Zen Sayings: Haiku, Dodoitsu, and Waka (San Francisco: North Point Press, 1988)  Foreword by Robert Aitken
- 1985  Sun at Midnight：23　Poems by Muso Soseki　（New York: Nadja, 1985）  Limited to 226 copies.
- 1989  Sun at Midnight: Poems and Sermons by Musô Soseki (San: Francisco: North Point Press, 1989)
- 1992  A Zen Forest: Sayings of the Masters  (New York: Weatherhill, 1992)  Inklings edition
- 1992  A Zen Harvest: Japanese Folk Zen Sayings: Haiku, Dodoitsu, and Waka (New York: Weatherhill, 1992)  Foreword by Robert Aitken  Weatherhill paperback edition
- 1994  Zen Haiku: Poems and Letters of Natsume Sôseki (New York: Weatherhill, 1994)
- 2004  A Zen Forest: Sayings of the Masters (White Pine Press, 2004)
- 2013  Sun at Midnight: Poems and Letters by Musô Soseki (Copper Canyon Press, 2013)

## 英語以外の外国語著書
- 1991  Momo erzält Zen　（Theseus Verlag Zürich、München, 1991 - ドイツ語訳『モモも禅を語る』

ミヒャエル・エンデ、シゲマツ・ソウイク対談収録（Ich träume von einer Kutur des 21. Jahrhunderts）
- 2014  小王子説禪（中国語訳・葉韋利、中華民国新北市：大牌出版） 2014